# Amerikai Horror Story: 1984
Az Amerikai Horror Story című sorozat kilencedik évada az 1984 alcímet viseli. A már megszokott csatornán, az FX-en mutatták be 2019. szeptember 18-a és 2019. november 13-a között. 
A korábbi évadokból visszatér néhány színész, úgymint Emma Roberts, Billie Lourde, Leslie Grossman, John Carroll Lynch, Cody Fern, Lily Rabe, Leslie Jordan, Dylan McDermott és Finn Wittrock. Új szereplőként érkeznek a sorozatba Gus Kenworthy, Angelica Ross, Zach Villa, DeRon Horton és Matthew Morrison – míg Evan Peters és Sarah Paulson először nem szerepeltek az Amerikai Horror Story egy évadában.

## Szinopszis
A kilencedik évad egy nyári tábor területén játszódik, hű a nyolcvanas évekbeli slasher filmekhez.

## Cselekmény
A történet egy visszaemlékezéssel kezdődik. 1970-et írunk, és egy fülledt nyári estén felajzott szerelmeskedésre készülő táborlakókra csap le és kezd eszeveszett öldöklésbe egy elmebeteg gyilkos a Mamutfenyő Táborban.
"1984" Jelen
Brooke (Emma Roberts) nemrég érkezett a városba, hátrahagyva rejtélyes múltját, próbál beilleszkedni a nagyvárosi fiatalok közé. Xavier (Cody Fern) sikeres és jóképű aerobikoktató. Az ő óráján ismeri meg a szőke vadóc Montanát (Billie Lourd) és Chetet (Gus Kenworthy), a sportolót, aki indult volna az 1984-es nyári olimpián, de doppingszer használata miatt diszkvalifikálták, valamint Rayt (DeRon Horton), aki ápolóként dolgozik.
Xavier állás ajánlatot kap a Mamutfenyő Táborban a nyáron mint tábori felügyelő, és elhívja magával a többieket, miszerint egy jó buli lesz, és még pénzt is keresnek. Brooke először visszautasítja a munkát, majd mégis meggondolja magát, miután az indulás előtti estén a lakásában megtámadja őt a hírhedt gyilkos-tolvaj, Richard Ramirez (Zach Villa) – akinek a karaktere feltűnt már az Amerikai Horror Story: Hotel cimű évadában is –, és megfenyegeti, hogy utánamegy, és bárhol is lesz, megöli.
Az újdonsült táborfelügyelőket az odaúton figyelmezteti egy benzinkutas, hogy még időben forduljanak vissza, ha jót akarnak, ha pedig nem teszik, számoljanak azzal, hogy meg fognak halni. A fiatalok nem veszik komolyan a figyelmeztetést, továbbhajtanak a tábor felé. Xavier nem figyel a kormánynál, ezért véletlenül elütnek egy sérült srácot, aki a semmiből került az útjukba, és aki látszólag menekült valahonnan. Mielőtt elmondaná, mi történt vele, elájul, ezért elviszik őt is a táborba.
Margaret (Leslie Grossman), a tábor új tulajdonosa körbevezeti a segítőket, és megismerteti velük a szabályokat. Este csatlakozik hozzájuk Rita (Angelica Ross), a kemping ápolója, aki a tábortűznél elmeséli a fiataloknak, mi történt a helyen 14 évvel azelőtt: Mr. Csingling (John Caroll Lynch), egy őrült háborús veterán kegyetlenül végzett tíz ottani táborlakóval. Ekkor megjelenik Margaret, és kijavítja Ritát – pontosan kilenc gyerekkel végzett a gyilkos. Maga Margaret lett volna a tizedik áldozat, de valami isteni beavatkozásnak hála túlélte az esetet, ám az egyik fülét mint trófeát a gyilkos levágta.
Mr. Csingling a vietnámi háború alatt a sok öldöklés közepette teljesen elvesztette a kontrollt, és ellenszegült felettesei parancsának, nem tudott leállni a gyilkolással. Rájött, hogy élvezi az ölést, és akivel végzett, annak levágta a fülét, majd nyakláncra fűzve viselte azt. Amikor a seregben ezt megtudták, elborzadva Mr. Csingling tettétől felmentették a szolgálat alól, és hazaküldték a háborúból.
Margaret volt a koronatanú a gyilkossági ügyben, amely után Mr. Csinglinget életfogytiglani elmegyógyintézeti kezelésre ítélték. A nő nem akar az történtekről többet beszélni, azt szeretné, hogy a leendő táborozók ne tudjanak az esetről. És hogy egy csodás nyarat töltsenek el boldogan a táborban.

## Szereplők
| Alakító              | Magyar hang        | Szerep                           | Leírás                                                                               | Epizódok |
| -------------------- | ------------------ | -------------------------------- | ------------------------------------------------------------------------------------ | -------- |
| Emma Roberts         | Bogdányi Titanilla | Brooke Thompson                  | Egy gyenge idegrendszerű naiva, aki vonzza a bajt maga köré.                         | 9        |
| Billie Lourd         | Csifó Dorina       | Montana Duke                     | Közvetlen, szenvedélyes és eltökélt aerobikmániás lány.                              | 9        |
| Cody Fern            | Csiby Gergely      | Xavier Plympton                  | Aerobikoktató, aki állást kap egy nyári táborban.                                    | 9        |
| John Carroll "Lynch" | Háda János         | Benjamin "Mr. Csingling" Richter | Elmegyógyintézetbe zárt, háborús veterán gyilkos – a tábor egykori gondnoka.         | 9        |
| Gus Kenworthy        | Mészáros András    | Chet Clancy                      | Brooke reménybeli partnere – kisportolt fiú, aki gyógyszereknek köszönheti sikereit. | 9        |
| Angelica Ross        | Bánfalvi Eszter    | Donna "Rita nővér" Chambers      | A Mamutfenyő Tábor szellemes "ápolója".                                              | 9        |
| Zach Villa           | Novkov Máté        | Richard Ramirez                  | Fosztogató, gyilkos sátánista, aki szövetségre lép néhány táborlakóval.              | 9        |
| Leslie Grossman      | Nádasi Veronika    | Margaret Booth                   | A Mamutfenyő Tábor új üzemeltetője, és az ottani mészárlás egyetlen túlélője.        | 8        |
| Matthew Morrison     | Pál Tamás          | Trevor Kirchner                  | A Mamutfenyő Tábor közösségszervezője, aki nemi szerve méretéről híres.              | 8        |
| DeRon Horton         | Fehér Tibor        | Ray Powell                       | Xavier, Chet és Montana barátja. Buliőrült srác.                                     | 8        |
| Lou Taylor Pucci     |                    | Jonas Shevoore                   | A hetvenes évekbeli mészárlás egy áldozata.                                          | 5        |
| Leslie Jordan        | Beregi Péter       | Courtney                         | Margaret punk-rocker személyi asszisztense.                                          | 4        |
| Orla Brady           | Ősi Ildikó         | Dr. Karen Hopple                 | Elmegyógyintézet pszichológiai osztályvezető főorvosa.                               | 4        |
| Lily Rabe            | Solecki Janka      | Lavinia Richter                  | Benjamin néhai anyja – a "Hölgy Fehér Ruhában".                                      | 3        |
| Dylan McDermott      | Varga Gábor        | Bruce                            | Egy elvetemült autóstoppos, akit Brooke és Donna felvesznek útjukon.                 | 3        |
| Tara Karsian         | Köves Dóra         | Bertie séf                       | A Mamutfenyő Tábor konyhása.                                                         | 3        |
| Finn Wittrock        | Szatory Dávid      | Bobby Richter                    | Benjamin fia, Lavinia unokája.                                                       | 1        |

## Epizódok
| Sor. | Év. | Cím                                  | Rendező               | Író                         | Premier                                | Nézettség   |
| ---- | --- | ------------------------------------ | --------------------- | --------------------------- | -------------------------------------- | ----------- |
| 95.  | 1.  | A tábor (Camp Redwood)               | Bradley Buecker       | Ryan Murphy és Brad Falchuk | 2019. szeptember 18. 2020. március 16. | 2,13 millió |
| 96.  | 2.  | Mr. Csingling (Mr. Jingles)          | John J. Gray          | Tim Minear                  | 2019. szeptember 25. 2020. március 23. | 1,49 millió |
| 97.  | 3.  | A vérhold (Slashdance)               | Mary Wigmore          | James Wong                  | 2019. október 2. 2020. március 30.     | 1,34 millió |
| 98.  | 4.  | Vérbeli gyilkosok (True Killers)     | Jennifer Lynch        | Jay Beattie                 | 2019. október 9. 2020. szeptember 25.  | 1,29 millió |
| 99.  | 5.  | Hajnal (Red Dawn)                    | Gwyneth Horder-Payton | Dan Dworkin                 | 2019. október 16. 2020. október 5.     | 1,09 millió |
| 100. | 6.  | 100 (Episode 100)                    | Loni Peristere        | Ryan Murphy és Brad Falchuk | 2019. október 23. 2020. október 12.    | 1,35 millió |
| 101. | 7.  | A fehér ruhás nő (The Lady in White) | Liz Friedlander       | John Gray                   | 2019. október 30. 2020. október 19.    | 1,05 millió |
| 102. | 8.  | Béke porcikáikra (Rest in Pieces)    | Gwyneth Horder-Payton | Adam Penn                   | 2019. november 6. 2020. október 26.    | 1,05 millió |
| 103. | 9.  | Az utolsó lány (Final Girl)          | John J. Gray          | Crystal Liu                 | 2019. november 13. 2020. november 1.   | 1,08 millió |